# Раде Живаљевић
Раде Живаљевић (Сарајево, 12. октобар 1954) српски је математичар. Запослен је у Математичком институту САНУ од 1977. године. Бави се алгебарском топологијом, алгебарском и тополошком комбинаториком и дискретном и рачунарском геометријом као и (у ранијем периоду) математичком логиком (нестандардном анализом).

## Биографија
Раде Живаљевић је рођен у Сарајеву од оца Тихомира (Велика, Плав) и мајке Видосаве (Коцељев, Ваљево). Основну школу и гимназију завршио је у Сарајеву. Уписао је Природно-математички факултет у Београду (одсек математика) 1973. и дипломирао 1977. године. Магистрирао је и докторирао на истом факултету (1979. односно 1983.) а други докторат одбранио је 1985. на University of Wisconsin-Madison. Запослен је у Математичком институту САНУ од 1977, у звању научни саветник од 1995. године. Изабран је за редовног професора на Физичком факултету Универзитета у Београду 2008. године.
Оснивач је, са В. Драговићем, Центра за динамичке системе, геометрију и комбинаторику (Математички институт САНУ). Кооснивач је семинара “Комбинаторика, геометрија, топологија, алгебра” (ЦГТА), који делује више од 25 година. Аутор је око 50 радова у међународним журналима (укључујући и два поглавља у међународним монографијама). Неки од његових радова су међу најзапаженијим и најцитиранијим у подручјима којима припадају. Вероватно најзначајнији научни допринос су тзв. Циглер-Живаљевићеве формуле („Ziegler-Zivaljevic-Formeln“), које уводе непрекидне моделе хомотопске топологије у комбинаторну математику. „Ziegler-Zivaljevic-Formeln“ се помињу у званичном образложењу немачке националне научне фондације Deutschen Forschungsgemeinschaft (DFG) као један од два  доприноса који Г. Циглера репрезентују (2001) као добитника Лајбницове награде, најпрестижнијег немачког признања за науку.

## Награде
Добитник је, заједно са С. Врећицом, Октобарске награде града Београда за науку 1995. године. Увршћен је у репрезентативни списак од четрдесет математичара представљених у интернет презентацији познатог Mittag–Leffler–овог института у Стокхолму, поводом његове 90-годишњице, 2006. године.

## Научни резултати
Међу резултатима који су донели Живаљевићу донели репутацију истакнутог светског експерта из области тополошке и геометријске комбинаторике и дискретне и рачунарске геометрије издвајају се три тематска круга:
(1) Ziegler-ˇŽivaljević-формуле и пресликавања Ziegler-ˇŽivaljević-а,
(2) “Configuration space-test мап”-метод и рачунарска топологија,
(3) хомотопски и кохомолошки методи у тополошкој комбинаторици